# Мечеть Ташкёпрю
Мечеть Ташкёпрю (болг. Ташкьопрю джамия, тур. Taşköprü Camii) — построенная в XVI веке мечеть, расположенная в болгарском городе Пловдив. Неактивна, несмотря на усилия и требования, в основном со стороны турок Болгарии, сделать её действующей.

## История
Мечеть Ташкёпрю построена в 1860 году как молитвенный дом для мусульман в районе Мараша и первоначально имела минарет. В 1928 году в результате Чирпанского землетрясения (болг.) здание было повреждено, а минарет полностью разрушен. В 1939 году мечеть не реконструировалась. Её имущество было продано частному лицу с обязательством снести здание и построить новое. Запланированные мероприятия были сорваны из-за начала Второй мировой войны.
С установлением в 1948 году в Болгарии коммунистического режима мечеть была национализирована и использовалась как склад. В 1980-х годах в здании располагалась пекарня, где также продавались закуски и выпечка, а вход в неё находился между двумя окнами. После революции 1989 года использовалась как частный ресторан. В 2009 году муфтият города Пловдив пытался вернуть здание, но суд отклонил его ходатайство. В дальнейшем здание было выставлено на продажу.
В 2016 году здание подверглось поджогу. В 2024 году здание перешло в собственность Пловдивского муфтията, который начал его реставрацию. В феврале 2025 года, незадолго до священного мусульманского праздника Рамадан, мечеть официально откроет свои двери для молитв.

## Галерея

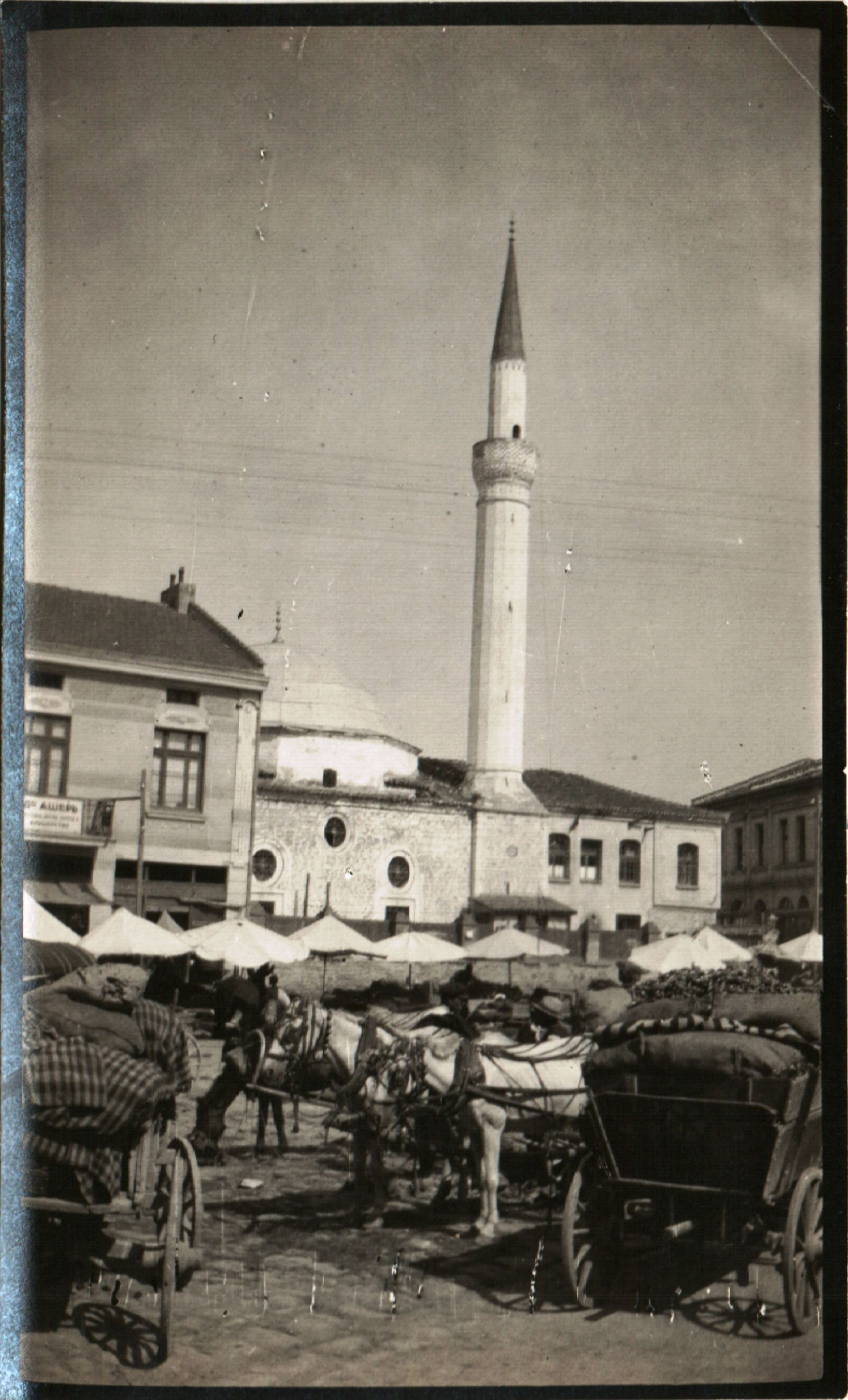
Вид с рынка
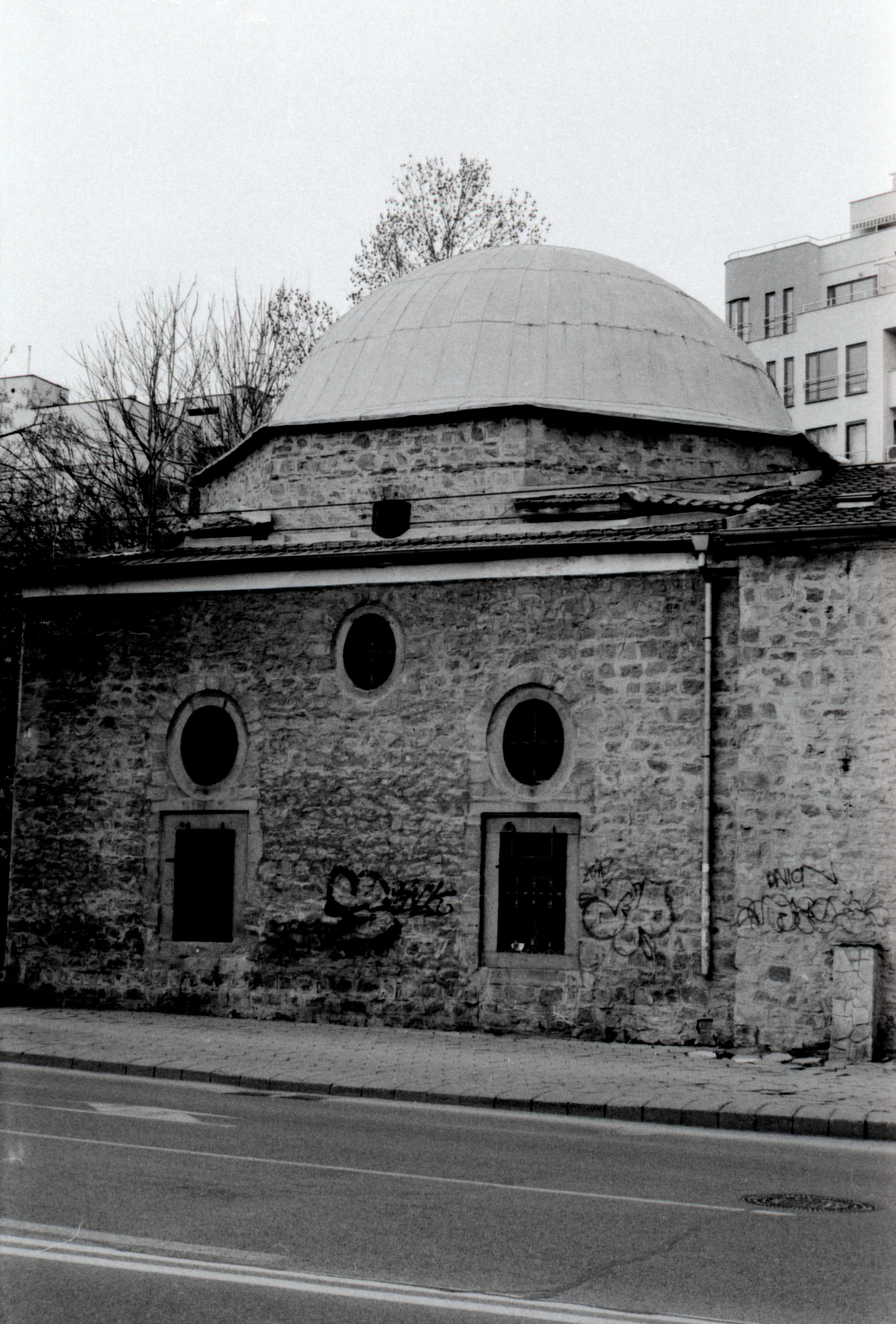
Общий вид
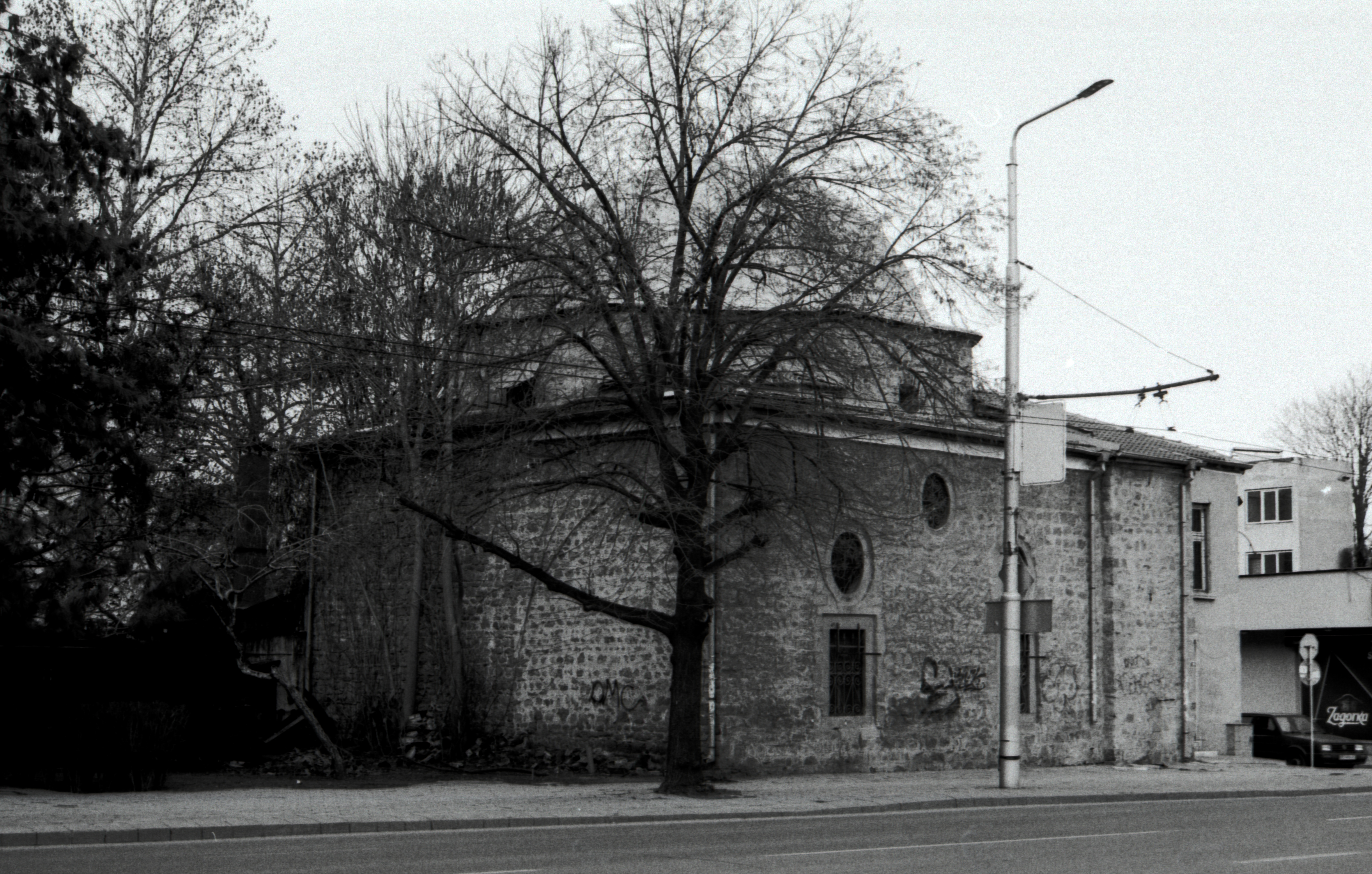
Вид с улицы Царя Калояна
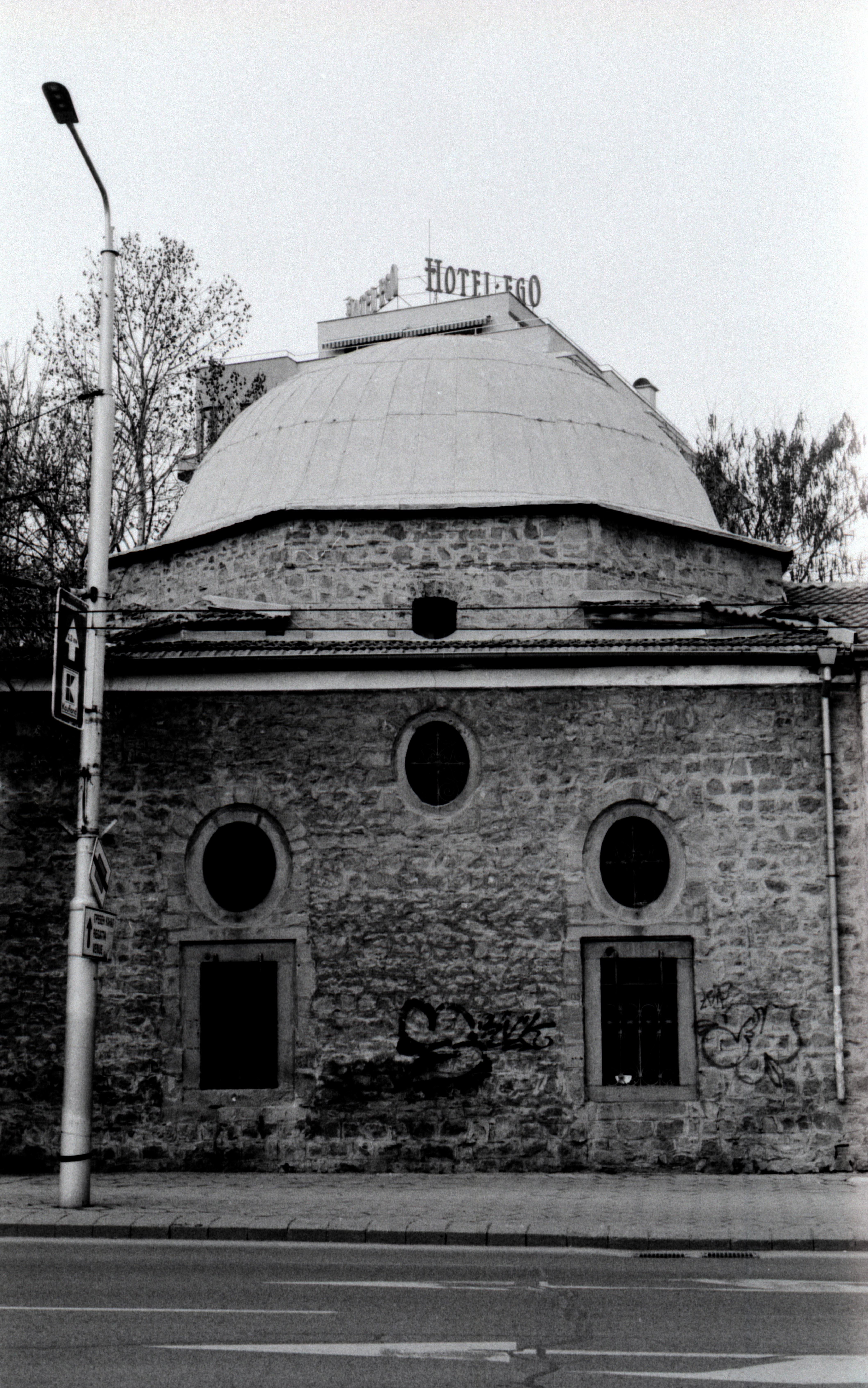
Южная стена
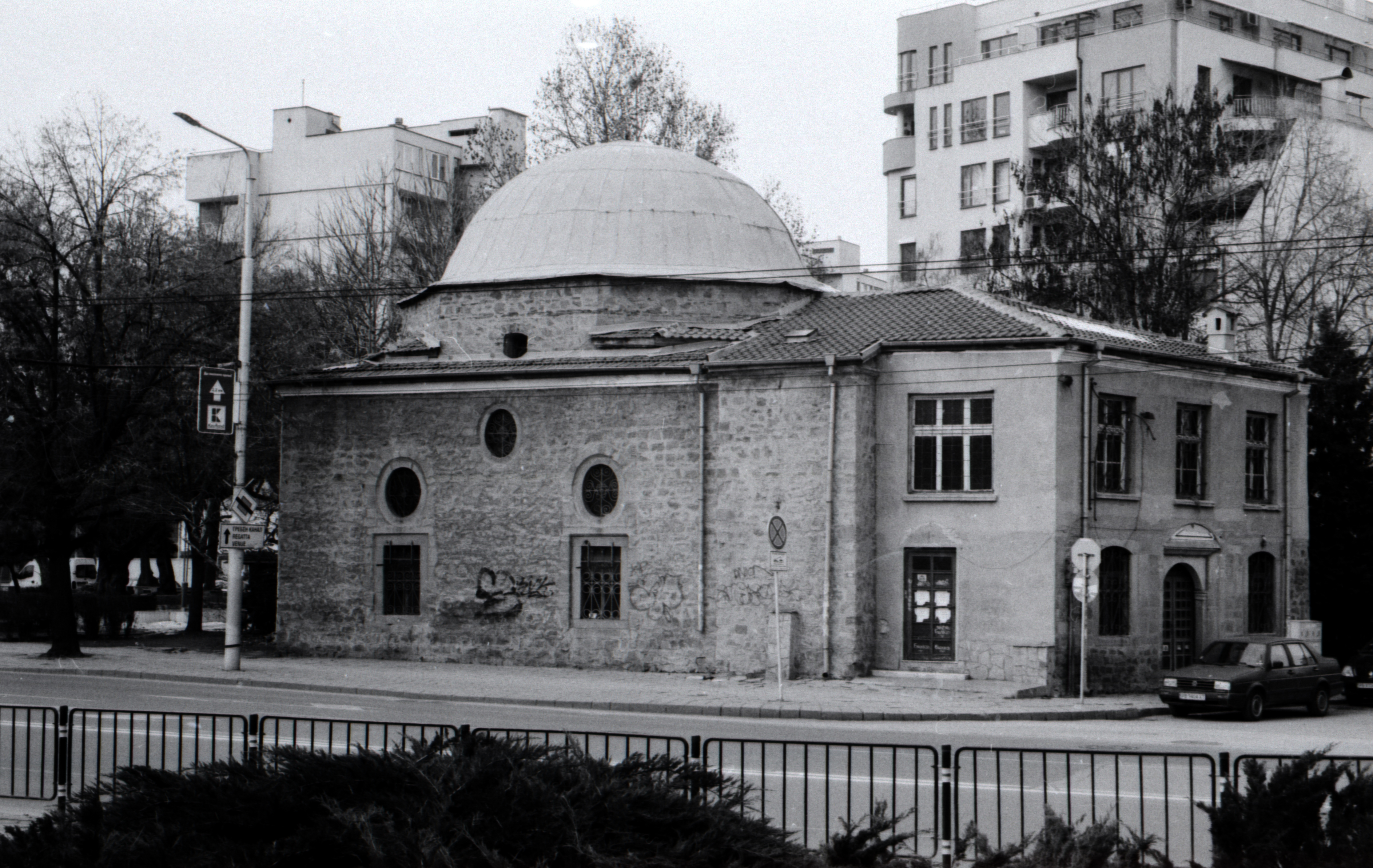
Вид сбоку
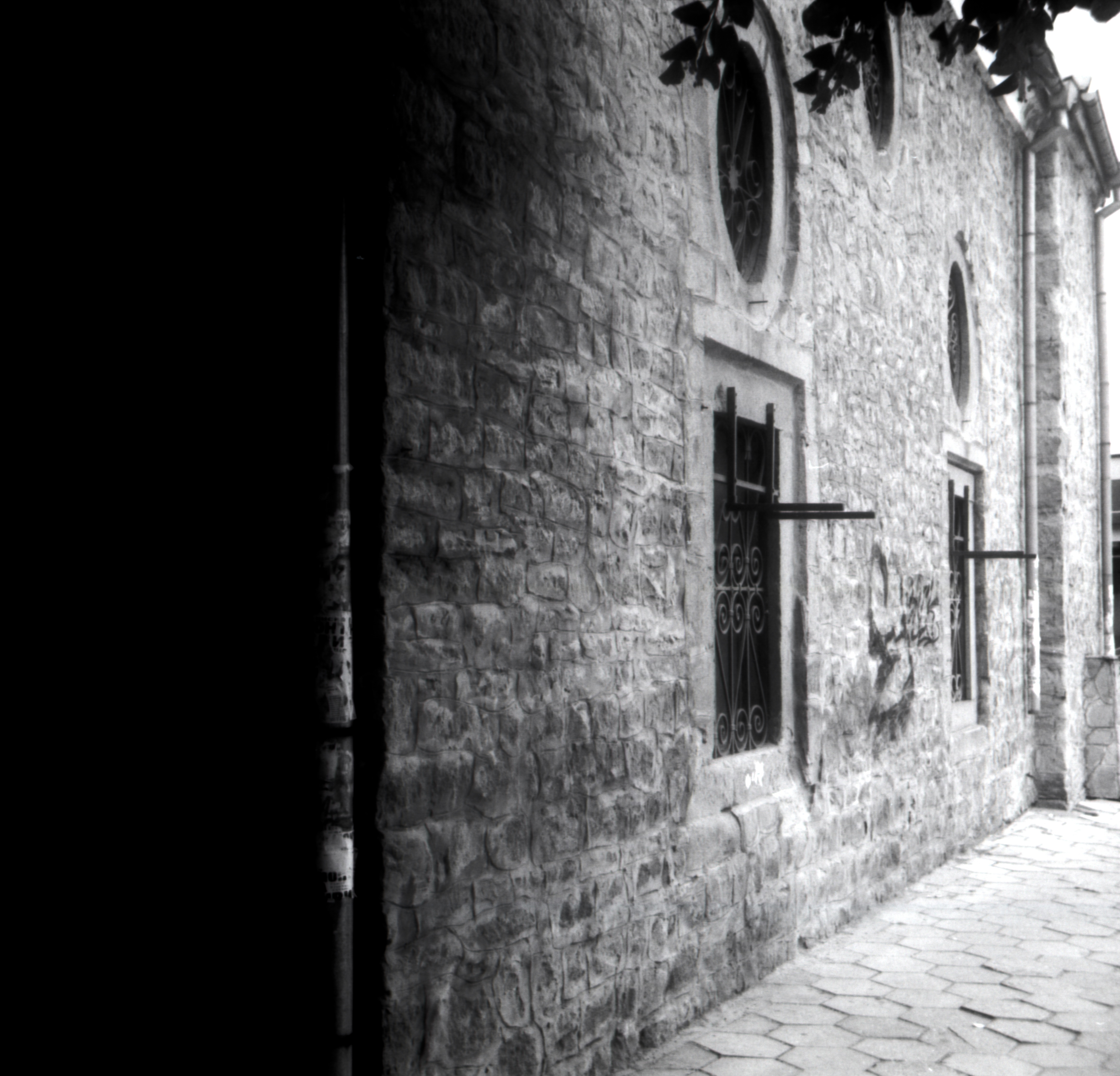
Фрагмент южной стены